# Corasoides nimbus
Espèce
Corasoides nimbus est une espèce d'araignées aranéomorphes de la famille des Desidae.

## Distribution
Cette espèce est endémique de Papouasie-Nouvelle-Guinée. Elle se rencontre dans les provinces de Simbu et des Hautes-Terres méridionales entre 2 500 et 3 000 m d'altitude sur les monts Giluwe et Wilhelm.

## Description
La carapace du mâle holotype mesure 4,3 mm de long sur 3,7 mm et l'abdomen 4,8 mm de long sur 3,3 mm et la carapace de la femelle paratype mesure 6,9 mm de long sur 5,3 mm et l'abdomen 10,0 mm de long sur 7,9 mm.

## Publication originale
- Humphrey, 2017 : A revision and cladistic analysis of the genus Corasoides Butler (Araneae: Desidae) with descriptions of nine new species. Records of the Australian Museum, vol. 69, no 1, p. 15-64 (texte intégral).